# Cercatore

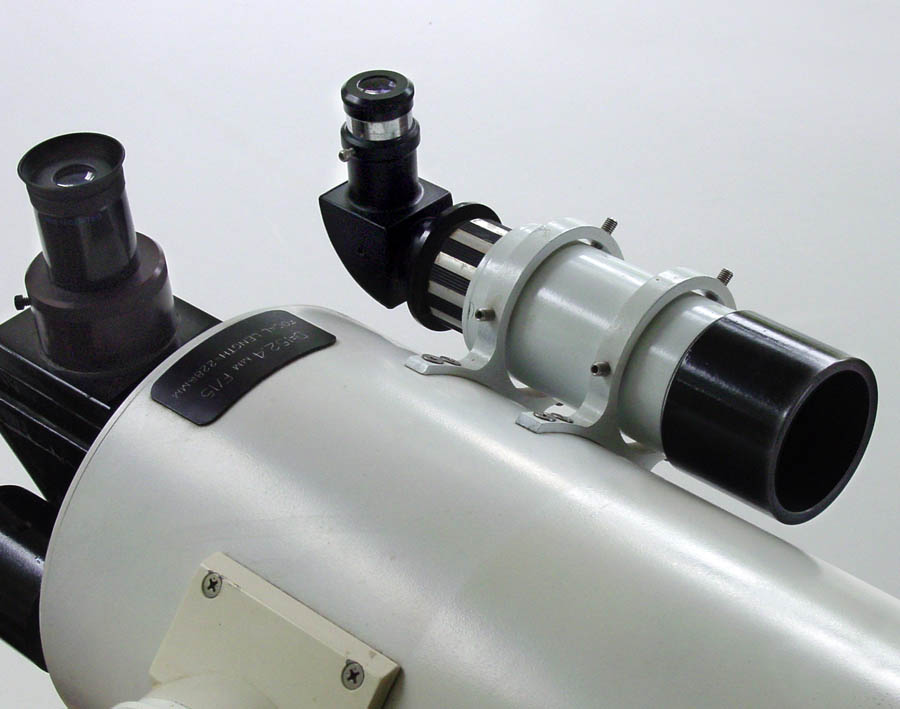
Cercatore di 50mm su un telescopio da 150mm

In astronomia il cercatore è un piccolo cannocchiale che viene montato sul tubo del telescopio e serve per il puntamento del telescopio stesso.

## Funzionamento
Grazie al suo basso ingrandimento, il cercatore consente di vedere una porzione di cielo molto più ampia di quella che si vedrebbe con il telescopio; è così possibile inquadrare in maniera discretamente precisa un oggetto celeste e permetterne quindi la visione con solo lievissimi aggiustamenti del telescopio. Per un telescopio amatoriale un cercatore con grandezza utile deve essere almeno 6x30, ma in genere sono preferibili cercatori da 8x50 o superiori.
I cercatori vengono spesso classificati con una sigla tipo AxB dove A è l'ingrandimento e B è l'apertura dell'obiettivo del cercatore stesso in millimetri; ad esempio, un cercatore 6x30 ha un obiettivo con diametro dell'apertura di 30mm e un potere d'ingrandimento pari a 6x. È una caratterizzazione usuale anche per molti cannocchiali.
La maggior parte dei cercatori ha uno dei tre seguenti orientamenti visuali:
| Tipo                | Montatura dell'oculare | Orientamento dell'immagine                    |
| ------------------- | ---------------------- | --------------------------------------------- |
| Standard            | diretta                | sottosopra e invertita (ruotata di 180 gradi) |
| Right-angle         | 90 gradi               | a rovescio (immagine speculare)               |
| Correct Orientation | 90 gradi               | corretta                                      |

## Allineamento

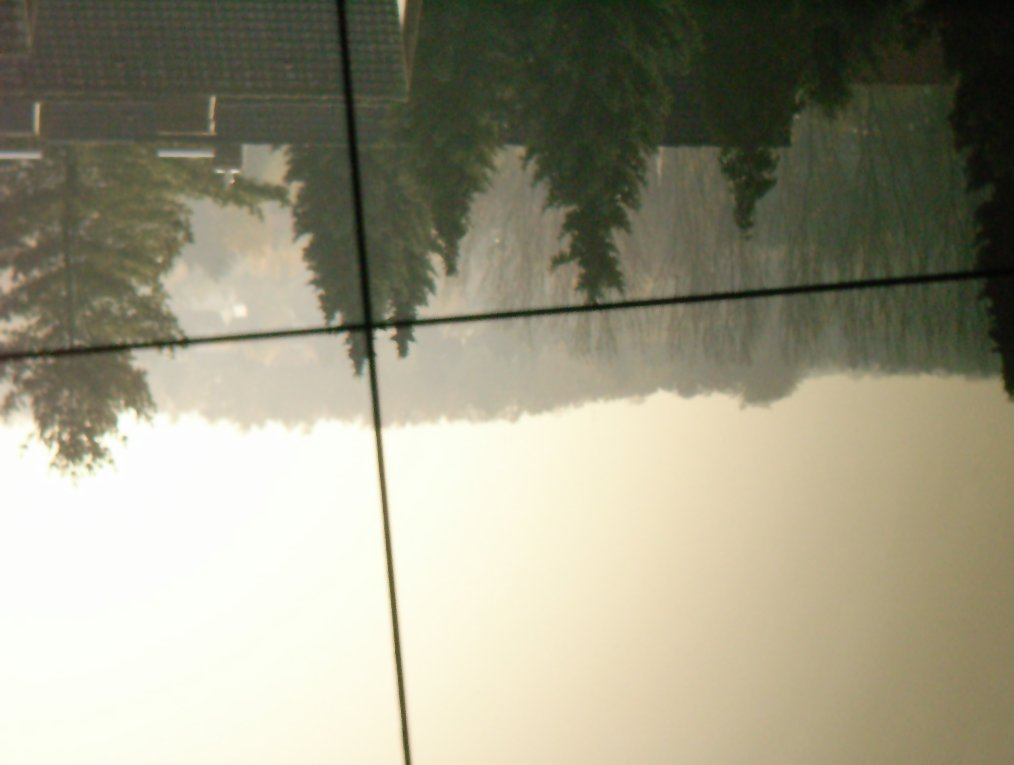
Allineamento del Cercatore

Nell'osservazione amatoriale, perché il cercatore funzioni al meglio delle sue possibilità è necessario allinearlo in modo che un oggetto visibile nel centro del mirino sia anche al centro del telescopio, quindi visibile dall'oculare.
È consigliato allineare il cercatore di giorno, puntando verso un oggetto facilmente riconoscibile, come un campanile o un'antenna. Una volta puntato si dovranno usare le tre viti che reggono il cercatore in modo da far coincidere il centro con quello che si vede nell'oculare. Bisogna stare attenti a stringere bene le viti, ma non troppo perché potrebbero deformare il cercatore.
Per verificare che l'allineamento sia corretto basta puntare un altro oggetto con il cercatore e controllare se questo è al centro dell'oculare.